# Paul Annacone
Paul Annacone (* 20. března 1963 Southampton, New York) je americký tenisový trenér a bývalý tenista, který se na profesionálních okruzích pohyboval v letech 1984–1998. Na turnajích Grand Prix, World Championship Tennis a ATP Tour vyhrál tři tituly ve dvouhře a čtrnáct ve čtyřhře.
Na žebříčku ATP byl ve dvouhře nejvýše klasifikován v březnu 1986 na 12. místě a ve čtyřhře pak v dubnu 1987 na 3. místě.
Na nejvyšší grandslamové úrovni vyhrál mužskou čtyřhru na Australian Open 1985, když spolu s Jihoafričanem Christem van Rensburgem ve finále porazili australský pár Mark Edmondson a Kim Warwick poměrem 3:6, 7:6, 6:4, 6:4. Jako poražený finalista odešel z boje o deblový titul na US Open 1990, poté, co s krajanem Davidem Wheatonem nestačili na jihoafrickou dvojici Pieter Aldrich a Danie Visser ve třech setech 2:6, 6:7, 2:6. Ve dvouhře se nejdále probojoval do čtvrtfinále ve Wimbledonu 1984, v němž jako kvalifikant hladce podlehl třetímu nasazenému Jimmu Connorsovi.
Za americký daviscupový tým odehrál jediné utkání, když v říjnu 1986 nastoupil do brisbaneského semifinále Světové skupiny proti Austrálii. Spolu s Kenem Flachem uhráli jediný bod Američanů výhrou nad párem Pat Cash a John Fitzgerald v dlouhém utkání 8:10, 1:6, 7:5, 13:11 a 9:7. Australané postoupili do finále po vítězství 3:1 na zápasy.
S bývalou manželkou Tracy Annaconovou má syna Nicholase (nar. 1988) a dceru Olivii (nar. 1993).

## Tenisová kariéra
Na juniorském Orange Bowlu vyhrál v roce 1980 čtyřhru.

### Univerzitní tenis
V letech 1982–1984 hrál jihovýchodní konferenci amerického univerzitního okruhu za University of Tennessee, kterou absolvoval. Meziuniverzitní tenisový svaz (Intercollegiate Tennis Association) jej v roce 1984 vyhlásil hráčem roku, když zaznamenal výrazně aktivní bilanci zápasů v poměru 51:3 a vyhrál halové meziuniverzitní mistrovství (ITA Indoor Championship). Celkový poměr výher a proher během tří let činil 115:22.

### Profesionální kariéra
Do profesionálního tenisu vstoupil roku 1984. Praktikoval zejména útočný styl tenisu servis – volej s náběhy na síť. Nejlepší sezóny odehrál v prvních letech.
V září 1985 získal premiérový singlový titul na kalifornském Los Angeles Open, kde si ve finále poradil se Švédem Stefanem Edbergem ve třech tiebreacích, z nichž dva vyhrál. O měsíc později triumfoval na koberci brisbaneského turnaje GWA Mazda Tennis Classic, když opanoval jeho poslední ročník poté, co zdolal Novozélanďana Kellyho Everndena. Další říjnová finálová účast na posledním ročníku Melbourne Indoor, v níž nestačil na krajana Martyho Davise, mu zajistila start na závěrečné události Turnaji mistrů. Turnaj, tehdy nazvaný Nabisco Masters 1985, probíhal pouze vyřazovacím systémem. V prvním kole jej přehrál pozdější finalista turnaje Boris Becker po třísetovém průběhu 6:3, 3:6 a 2:6. Poslední třetí singlovou trofej si připsal v říjnu 1989 na koberci CA-TennisTrophy hraného v rakouské Vídni. Po semifinálové výhře nad Čechem Petrem Kordou zdolal ve finále opět Kellyho Everndena, tentokrát po pětisetovém dramatu 6:7, 6:4, 6:1, 2:6 a 6:3.
Ve čtyřhře byl v sezónách 1983–1987 jeho stabilním partnerem Jihoafričan Christo van Rensburg, s nímž získal jediný grandslam kariéry Australian Open 1985 a společně triumfovali na osmi turnajích. Dvojice odehrála londýnské finále WCT World Doubles 1986 na okruhu okruhu WCT, jednoho z předchůdců ATP Tour. Prohráli v něm se švýcarsko-maďarským párem Heinz Günthardt a Balázs Taróczy.
V roce 1987 se s krajankou Betsy Nagelsenovou probojoval do finále smíšené čtyřhry US Open, kde byla nad jejich síly americko-španělská dvojice Martina Navrátilová a Emilio Sánchez Vicario po vyrovnaném průběhu 4:6, 7:6 a 6:7.

## Trenérská kariéra

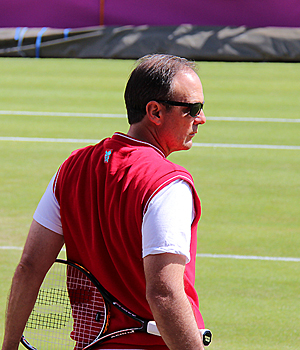
Annacone během vedení Federerova tréninku na Letních olympijských hrách 2012

Z pozice trenéra navázal dlouhodobou spolupráci s americkou světovou jedničkou Petem Samprasem, kterého vedl od února 1995 do konce roku 2001 a opět od července 2002 až do konce Samprasovy kariéry. Od prosince 2001 do ledna 2003 také zastával výkonnou pozici ředitele programu High Performance organizovaného Americkým tenisovým svazem (USTA). Od listopadu 2003 se stal koučem britského hráče Tima Henmana, který první turnaj hraný pod jeho vedením – Paris Masters, vyhrál. Následně jej vedl až do ukončení Henmanovy aktivní dráhy v září 2007.
V listopadu 2006 byl Britským tenisovým svazem (LTA) jmenován hlavním trenérem. Po rezignaci švédského kouče Petera Lundgrena u britského daviscupového družstva nastoupil od dubna 2008 k týmu Annacone, který současně zůstal v roli šéftrenéra LTA. Pod jeho trenérským vedením Britové prohráli baráž Davisova poháru 2008 proti Rakousku a sestoupili do Světové skupiny II. V květnu 2010, po britské prohře v prvním kole Světové skupiny II s Litvou, oznámil odchod od týmu a také ukončení spolupráce s Britským svazem, a to s platností k listopadu 2010.
Po Wimbledonu 2010 zahájil spolupráci se švýcarským tenistou Rogerem Federerem, jehož koučem na plný úvazek se stal po měsíční zkušební době 28. srpna 2010. Pod Annaconovým vedením Švýcar mimo jiné zvítězil na Turnajích mistrů 2010 a 2011, dosáhl na rekordní sedmnáctý grandslamový titul ve Wimbledonu 2012, získal olympijské stříbro a v průběhu sezóny 2012 se vrátil na první místo světové klasifikace. Na trénování Federera se spolu s ním podílel také švýcarský kouč Severin Lüthi. Po nejhorší Federerově sezóně od roku 2003, kdy Švýcar poprvé vyhrál grandslam, ukončil Federer s Annaconem v říjnu 2013 spolupráci. V sezóně 2013 Federer poprvé od roku 2002 nepostoupil do žádného finále Grand Slamu a klesl na 7. místo světového žebříčku, nejhorší postavení za více než deset let. Na svém webu uvedl: „Navázali jsme spolupráci s vizí tříletého plánu, který zahrnoval zisk dalšího Grand Slamu a návrat na první místo žebříčku. Mezi mnoha dalšími se tyto dva hlavní cíle podařilo splnit.“
V roce 2006 Američan vydal kolekci čtyř DVD nazvanou Paul Annacone Tactical Tennis DVD Series, v níž popisuje strategie profesionálních hráčů přímo v konkrétních situacích zápasů na dvorci. Jednotlivé čtyři díly se jmenují „Attack the All-Court Player“, „Beat the Baseliner“, „Know Your Own Game“ a „Neutralize the Net-Rusher“.

### Přehled trénovaných tenistů
- Pete Sampras, 1995–2002
- Tim Henman, 2003–2007
- daviscupový tým Velké Británie, 2008–2010
- Roger Federer, 2010–2013[8]
- Sloane Stephensová, 2013–2014

## Finále na turnajích Grand Prix a ATP Tour
| Legenda (před/od 2009)                             |
| D – dvouhra; Č – čtyřhra                           |
| Grand Slam (1:1 Č)                                 |
| Tennis Masters Cup / WCT Finals (0:1 Č)            |
| ATP Masters Series (1:0 Č)                         |
| Grand Prix / International Series (3:3 D; 12:14 Č) |

### Dvouhra: 6 (3:3)
| Stav      | Č. | Datum         | Turnaj                           | Povrch  | Soupeř ve finále | Výsledek                    |
| --------- | -- | ------------- | -------------------------------- | ------- | ---------------- | --------------------------- |
| Finalista | 1. | duben 1985    | WCT Atlanta, Spojené státy       | koberec | John McEnroe     | 6:7 (2), 6:7 (5), 2:6       |
| Vítěz     | 2. | září 1985     | Los Angeles, Spojené státy       | tvrdý   | Stefan Edberg    | 7:6 (5), 6:7 (8), 7:6 (4)   |
| Vítěz     | 3. | říjen 1985    | Brisbane, Austrálie              | koberec | Kelly Evernden   | 6:3, 6:3                    |
| Finalista | 4. | říjen 1985    | Melbourne, Austrálie             | koberec | Marty Davis      | 4:6, 4:6                    |
| Finalista | 5. | červenec 1988 | Stratton Mountain, Spojené státy | tvrdý   | Andre Agassi     | 2:6, 4:6                    |
| Vítěz     | 6. | říjen 1989    | Vídeň, Rakousko                  | koberec | Kelly Evernden   | 6:7 (5), 6:4, 6:1, 2:6, 6:3 |

### Čtyřhra: 30 (14–16)
| Stav      | Č.  | Rok  | Turnaj                     | Povrch    | Spoluhráč            | Soupeři ve finále                | Výsledek                |
| --------- | --- | ---- | -------------------------- | --------- | -------------------- | -------------------------------- | ----------------------- |
| Finalista | 1.  | 1983 | Kolín n. Rýnem, Německo    | koberec   | Eric Korita          | Florin Segărceanu Nick Saviano   | 3:6, 4:6                |
| Finalista | 2.  | 1984 | Livingston, USA            | tvrdý     | Glenn Michibata      | Scott Davis Ben Testerman        | 4:6, 4:6                |
| Vítěz     | 3.  | 1984 | Sydney, Austrálie          | tráva     | Christo van Rensburg | Tom Gullikson Scott McCain       | 7:6, 7:5                |
| Vítěz     | 4.  | 1985 | Delray Beach, USA          | tvrdý     | Christo van Rensburg | Sherwood Stewart Kim Warwick     | 7:5, 7:5, 6:4           |
| Vítěz     | 5.  | 1985 | Atlanta, USA               | koberec   | Christo van Rensburg | Steve Denton Tomáš Šmíd          | 6:4, 6:3                |
| Finalista | 6.  | 1985 | Las Vegas, USA             | tvrdý     | Christo van Rensburg | Pat Cash John Fitzgerald         | 6:7, 7:6, 6:7           |
| Finalista | 7.  | 1985 | Newport, USA               | tráva     | Christo van Rensburg | Peter Doohan Sammy Giammalva Jr. | 1:6, 3:6                |
| Finalista | 8.  | 1985 | Los Angeles, USA           | tvrdý     | Christo van Rensburg | Scott Davis Robert Van't Hof     | 3:6, 6:7                |
| Vítěz     | 9.  | 1985 | San Francisco, USA         | koberec   | Christo van Rensburg | Brad Gilbert Sandy Mayer         | 3:6, 6:3, 6:4           |
| Vítěz     | 10. | 1985 | Australian Open, Austrálie | tráva     | Christo van Rensburg | Mark Edmondson Kim Warwick       | 3:6, 7:6, 6:4, 6:4      |
| Finalista | 11. | 1986 | Masters WCT, V. Británie   | koberec   | Christo van Rensburg | Heinz Günthardt Balázs Taróczy   | 4:6, 6:1, 6:7, 7:6, 4:6 |
| Finalista | 12. | 1986 | Stratton Mountain, USA     | tvrdý     | Christo van Rensburg | Peter Fleming John McEnroe       | 3:6, 6:3, 3:6           |
| Vítěz     | 13. | 1987 | Key Biscayne, USA          | tvrdý     | Christo van Rensburg | Ken Flach Robert Seguso          | 6:2, 6:4, 6:4           |
| Finalista | 14. | 1987 | Orlando, USA               | tvrdý     | Christo van Rensburg | Sherwood Stewart Kim Warwick     | 6:2, 6:7, 4:6           |
| Vítěz     | 15. | 1987 | Chicago, USA               | koberec   | Christo van Rensburg | Mike De Palmer Gary Donnelly     | 6:3, 7:6                |
| Vítěz     | 16. | 1987 | Tokio, Japonsko            | tvrdý     | Kevin Curren         | Andrés Gómez Anders Järryd       | 6:4, 7:6                |
| Finalista | 17. | 1988 | Schenectady, USA           | tvrdý     | Patrick McEnroe      | Alexander Mronz Greg Van Emburgh | 3:6, 7:6, 5:7           |
| Vítěz     | 18. | 1988 | Paříž, Francie             | koberec   | John Fitzgerald      | Jim Grabb Christo van Rensburg   | 6:2, 6:2                |
| Finalista | 19. | 1988 | Stockholm, Švédsko         | tvrdý (h) | John Fitzgerald      | Kevin Curren Jim Grabb           | 5:7, 4:6                |
| Vítěz     | 20. | 1989 | Memphis, USA               | tvrdý (h) | Christo van Rensburg | Scott Davis Tim Wilkison         | 7:6, 6:7, 6:1           |
| Vítěz     | 21. | 1989 | Filadelfie, USA            | koberec   | Christo van Rensburg | Rick Leach Jim Pugh              | 6:3, 7:5                |
| Finalista | 22. | 1989 | Scottsdale, USA            | tvrdý     | Christo van Rensburg | Rick Leach Jim Pugh              | 7:6, 3:6, 2:6, 6:2, 4:6 |
| Finalista | 23. | 1989 | San Francisco, USA         | koberec   | Christo van Rensburg | Pieter Aldrich Danie Visser      | 4:6, 3:6                |
| Finalista | 24. | 1989 | Vídeň, Rakousko            | koberec   | Kelly Evernden       | Jan Gunnarsson Anders Järryd     | 2:6, 3:6                |
| Vítěz     | 25. | 1990 | Toronto, Kanada            | tvrdý     | David Wheaton        | Broderick Dyke Peter Lundgren    | 6:1, 7:6                |
| Finalista | 26. | 1990 | US Open, USA               | tvrdý     | David Wheaton        | Pieter Aldrich Danie Visser      | 2:6, 6:7, 2:6           |
| Finalista | 27. | 1992 | Newport, USA               | tráva     | David Wheaton        | Royce Deppe David Rikl           | 4:6, 4:6                |
| Vítěz     | 28. | 1993 | Atlanta, USA               | antuka    | Richey Reneberg      | Todd Martin Jared Palmer         | 6:4, 7:6                |
| Finalista | 29. | 1993 | Coral Springs, USA         | antuka    | Doug Flach           | Patrick McEnroe Jonathan Stark   | 4:6, 3:6                |
| Vítěz     | 30. | 1993 | Peking, ČLR                | koberec   | Doug Flach           | Jacco Eltingh Paul Haarhuis      | 7:6, 6:3                |

## Chronologie výsledků čtyřhry
| Turnaj              | 1984                      | 1985                      | 1986                      | 1987                      | 1988                      | 1989                      | 1990  | 1991  | 1992  | 1993  | 1994  | 1995  | 1996  | 1997  | 1998  | 1999  | SR     | V:P   |
| ------------------- | ------------------------- | ------------------------- | ------------------------- | ------------------------- | ------------------------- | ------------------------- | ----- | ----- | ----- | ----- | ----- | ----- | ----- | ----- | ----- | ----- | ------ | ----- |
| Grand Slams         |                           |                           |                           |                           |                           |                           |       |       |       |       |       |       |       |       |       |       |        |       |
| Australian Open     | A                         | W                         | NH                        | SF                        | 3R                        | A                         | 3R    | A     | 1R    | A     | 1R    | 2R    | A     | A     | A     | A     | 1 / 7  | 13:6  |
| French Open         | A                         | QF                        | A                         | 2R                        | 3R                        | A                         | A     | 1R    | A     | A     | 3R    | A     | A     | A     | A     | A     | 0 / 5  | 8:5   |
| Wimbledon           | 2R                        | QF                        | SF                        | QF                        | 2R                        | 1R                        | 1R    | QF    | 1R    | 1R    | 2R    | A     | A     | A     | A     | A     | 0 / 11 | 16:11 |
| US Open             | 2R                        | 3R                        | 3R                        | QF                        | QF                        | SF                        | F     | 2R    | 1R    | 2R    | 3R    | A     | A     | A     | A     | A     | 0 / 11 | 24:11 |
| Grand Slam SR       | 0 / 2                     | 1 / 4                     | 0 / 2                     | 0 / 4                     | 0 / 4                     | 0 / 2                     | 0 / 3 | 0 / 3 | 0 / 3 | 0 / 2 | 0 / 4 | 0 / 1 | 0 / 0 | 0 / 0 | 0 / 0 | 0 / 0 | 1 / 34 | N/A   |
| výhry:prohry        | 2:2                       | 13:3                      | 6:2                       | 10:4                      | 8:4                       | 4:2                       | 7:3   | 4:3   | 0:3   | 1:2   | 5:4   | 1:1   | 0:0   | 0:0   | 0:0   | 0:0   | N/A    | 61:33 |
| ATP Masters Series  |                           |                           |                           |                           |                           |                           |       |       |       |       |       |       |       |       |       |       |        |       |
| Indian Wells        | před 1990 ne jako Masters | před 1990 ne jako Masters | před 1990 ne jako Masters | před 1990 ne jako Masters | před 1990 ne jako Masters | před 1990 ne jako Masters | 1R    | A     | 2R    | A     | A     | 1R    | A     | A     | A     | A     | 0 / 3  | 1:3   |
| Miami               | před 1990 ne jako Masters | před 1990 ne jako Masters | před 1990 ne jako Masters | před 1990 ne jako Masters | před 1990 ne jako Masters | před 1990 ne jako Masters | A     | A     | 1R    | SF    | 2R    | A     | A     | A     | A     | A     | 0 / 3  | 5:2   |
| Monte Carlo         | před 1990 ne jako Masters | před 1990 ne jako Masters | před 1990 ne jako Masters | před 1990 ne jako Masters | před 1990 ne jako Masters | před 1990 ne jako Masters | A     | A     | A     | 1R    | A     | A     | A     | A     | 1R    | A     | 0 / 2  | 0:2   |
| Řím                 | před 1990 ne jako Masters | před 1990 ne jako Masters | před 1990 ne jako Masters | před 1990 ne jako Masters | před 1990 ne jako Masters | před 1990 ne jako Masters | A     | A     | A     | A     | A     | A     | A     | A     | A     | A     | 0 / 0  | 0:0   |
| Hamburk             | před 1990 ne jako Masters | před 1990 ne jako Masters | před 1990 ne jako Masters | před 1990 ne jako Masters | před 1990 ne jako Masters | před 1990 ne jako Masters | A     | A     | A     | A     | A     | A     | A     | A     | A     | A     | 0 / 0  | 0:0   |
| Kanada              | před 1990 ne jako Masters | před 1990 ne jako Masters | před 1990 ne jako Masters | před 1990 ne jako Masters | před 1990 ne jako Masters | před 1990 ne jako Masters | W     | 1R    | A     | A     | 2R    | A     | A     | A     | A     | A     | 1 / 3  | 6:2   |
| Cincinnati          | před 1990 ne jako Masters | před 1990 ne jako Masters | před 1990 ne jako Masters | před 1990 ne jako Masters | před 1990 ne jako Masters | před 1990 ne jako Masters | A     | 1R    | A     | 2R    | A     | A     | A     | A     | A     | A     | 0 / 2  | 1:2   |
| Stuttgart/Stockholm | před 1990 ne jako Masters | před 1990 ne jako Masters | před 1990 ne jako Masters | před 1990 ne jako Masters | před 1990 ne jako Masters | před 1990 ne jako Masters | 2R    | A     | A     | A     | A     | A     | A     | A     | A     | A     | 0 / 1  | 1:1   |
| Paříž               | před 1990 ne jako Masters | před 1990 ne jako Masters | před 1990 ne jako Masters | před 1990 ne jako Masters | před 1990 ne jako Masters | před 1990 ne jako Masters | 1R    | A     | A     | A     | A     | A     | A     | A     | A     | A     | 0 / 1  | 0:1   |
| Masters Series SR   | N/A                       | N/A                       | N/A                       | N/A                       | N/A                       | N/A                       | 1 / 4 | 0 / 2 | 0 / 2 | 0 / 3 | 0 / 2 | 0 / 1 | 0 / 0 | 0 / 0 | 0 / 1 | 0 / 0 | 1 / 15 | N/A   |
| výhry:prohry        | N/A                       | N/A                       | N/A                       | N/A                       | N/A                       | N/A                       | 7:3   | 0:2   | 0:2   | 5:2   | 2:2   | 0:1   | 0:0   | 0:0   | 0:1   | 0:0   | N/A    | 14–13 |
| konečný žebříček    | 76.                       | 5.                        | 26.                       | 9.                        | 21.                       | 18.                       | 29.   | 217.  | 247.  | 72.   | 97.   | 514.  | —     | —     | 1384. | 1357. | —      | —     |

| Legenda | Legenda                                   | Legenda | Legenda                     |
| ------- | ----------------------------------------- | ------- | --------------------------- |
| SR      | poměr vyhraných turnajů ku všem odehraným | W–L V–P | výhry–prohry                |
| NH      | daný rok se turnaj nekonal                | A       | turnaje se hráč nezúčastnil |
| 1Q / LQ | prohra v (kole) kvalifikace               | 1k / 1R | prohra v daném kole turnaje |
| QF / ČF | prohra ve čtvrtfinále                     | SF      | prohra v semifinále         |
| F       | prohra ve finále                          | Vítěz   | vítězství v turnaji         |